# Olaus Martini
Olaus Martini (forma latinizzata di Olof Mårtensson; Uppsala, 1557 – 25 marzo 1609) è stato un arcivescovo luterano svedese, arcivescovo di Uppsala dal 1601 al 1609.
Si iscrisse all'Università di Uppsala, ma quando questa fu chiusa temporaneamente nel 1578 si recò all'estero. Nel 1583 ottenne il titolo di Philosophiae Magister presso l'Università di Rostock e fece rientro in patria.
Al ritorno si fece notare quando criticò la liturgia del re di Svezia Giovanni III, che conservava elementi cattolici nonostante la Svezia fosse luterana dal 1531.
Il fratello del re, il duca Carlo, che sarebbe in seguito divenuto re, supportò l'elezione di Olaus Martini ad arcivescovo di Uppsala nel 1601. Nonostante questo supporto, i due erano fondamentalmente in disaccordo. Martini era un luterano ortodosso, mentre di Carlo si pensa che avesse inclinazioni verso il calvinismo. Nel 1606 pubblicò un testo nel quale polemizzava fortemente contro i principi cattolici e calvinisti.

## Successione apostolica
- Papa Clemente VII
- Vescovo Petrus Magni
- Arcivescovo Laurentius Petri
- Vescovo J.J. Vestrogothus
- Vescovo Petrus Benedicti
- Arcivescovo Abraham Angermannus
- Arcivescovo Petrus Kenicius
- Arcivescovo Olaus Martini